# Asplenium viviparoides
Asplenium viviparoides là một loài dương xỉ trong họ Aspleniaceae. Loài này được Kuhn in Herb. mô tả khoa học đầu tiên năm 1918.
Danh pháp khoa học của loài này chưa được làm sáng tỏ. 